# Кудашев, Николай Ришатович
Никола́й Риша́тович Куда́шев (род. 26 января 1958) — советский и российский дипломат. Чрезвычайный и полномочный посол (2019).

## Биография
Окончил МГИМО МИД СССР (1981) и аспирантуру Института Дальнего Востока (1988). Владеет китайским и английским языками. На дипломатической работе с 1981 года.
- В 1981—1985 годах — сотрудник посольства СССР в Сингапуре.
- В 1992—1996 годах — сотрудник посольства России на Филиппинах.
- В 1999—2005 годах — советник, старший советник, советник-посланник посольства России в Индии.
- В 2005—2010 годах — заместитель директора Департамента по вопросам новых вызовов и угроз МИД России.
- С 27 августа 2010 по 2 марта 2015 года — чрезвычайный и полномочный посол Российской Федерации в Республике Филиппины и в Республике Палау по совместительству[2][3][4].
- С 14 марта 2014 по 2 марта 2015 года — чрезвычайный и полномочный посол Российской Федерации в Федеративных Штатах Микронезии по совместительству и Республике Маршалловы Острова по совместительству[4][5][6].
- В 2015—2017 годах — заместитель директора Генерального секретариата (Департамент) Министерства иностранных дел Российской Федерации.
- С 18 августа 2017 по 12 января 2022 года — чрезвычайный и полномочный посол Российской Федерации в Индии[7][8].
- С 12 января 2022 по 15 июля 2025 года — чрезвычайный и полномочный посол Российской Федерации в Сингапуре[9][10].

## Дипломатический ранг
- Чрезвычайный и полномочный посланник 2 класса (25 декабря 2006)[11].
- Чрезвычайный и полномочный посланник 1 класса (8 мая 2013)[12].
- Чрезвычайный и полномочный посол (11 июня 2019)[13].

## Награды
- Орден Дружбы (5 мая 2025 года) — за большой вклад в реализацию внешнеполитического курса Российской Федерации и многолетнюю добросовестную дипломатическую службу[14]